# بيت قاسم (السدة)

تعديل مصدري - تعديل

بيت قاسم محلة تابعة لقرية بيت النسيم، التابعة لعزلة المرخام بمديرية السدة إحدى مديريات محافظة إب في الجمهورية اليمنية.، بلغ تعداد سكانها 65 حسب تعداد اليمن لعام 2004.